# Pro D2 2020-21
El campeonato de rugby a XV de Francia de segunda división de 2020-2021, más conocido como Pro D2 2020-2021 fue la 21.ª edición del campeonato francés de segunda categoría de rugby union. En este campeonato se enfrentaron dieciséis equipos de Francia. 
Los equipos compitieron por el ascenso al Top 14, intentado evitar el descenso a Nationale 1, competición creada esa misma temporada. 

## Modo de disputa
El torneo se disputó en formato de todos contra todos en condición de local y de visitante en su fase regular.
Posteriormente se disputó la fase final en la que los primeros seis equipos clasificaran a ella, los ubicados entre el 3° y 6° puesto comenzaran en los cuartos de final, mientras que el 1° y 2° puesto clasificaran a las semifinales.
Los últimos dos equipos al finalizar el torneo descendieron directamente a la tercera división.

## Equipos participantes
| Equipo           | Ciudad          | Estadio                                | Capacidad   |
| ---------------- | --------------- | -------------------------------------- | ----------- |
| Aurillac         | Aurillac        | Stade Jean Alric                       | 9000        |
| Béziers          | Béziers         | Stade de la Méditerranée               | 18 555      |
| Biarritz         | Biarritz        | Parc des Sports Aguiléra               | 15 000      |
| Carcassonne      | Carcasona       | Stade Albert Domec                     | 10 000      |
| Colomiers        | Colomiers       | Stade Michel Bendichou                 | 11 430      |
| Grenoble         | Grenoble        | Stade des Alpes                        | 20 068      |
| Stade Montois    | Mont-de-Marsan  | Stade Guy Boniface                     | 16 800      |
| Montauban        | Montauban       | Stade Sapiac                           | 12 600      |
| Nevers           | Nevers          | Stade du Pré Fleuri                    | 7500        |
| Oyonnax          | Oyonnax         | Stade Charles-Mathon                   | 11 500      |
| Perpignan        | Perpiñán        | Stade Aimé Giral                       | 14 593      |
| Provence         | Aix-en-Provence | Stade Maurice David                    | 6000        |
| Rouen            | Ruan            | Stade Jean-Mermoz Stade Robert Diochon | 3000 12 018 |
| Soyaux Angoulême | Angulema        | Stade Chanzy                           | 8000        |
| Valence Romans   | Valence         | Stade Georges Pompidou                 | 15 128      |
| Vannes           | Vannes          | Stade de la Rabine                     | 9500        |

## Clasificación
| Pos. | Equipo           | Encuentros | Encuentros | Encuentros | Encuentros | Tantos | Tantos | Tantos | PB | PB | Puntos |
| Pos. | Equipo           | PJ         | PG         | PE         | PP         | F      | C      | Dif    | BO | BD | Puntos |
| ---- | ---------------- | ---------- | ---------- | ---------- | ---------- | ------ | ------ | ------ | -- | -- | ------ |
| 1.º  | Perpignan        | 30         | 24         | 1          | 5          | 821    | 504    | +317   | 7  | 2  | 107    |
| 2.º  | Vannes           | 30         | 21         | 2          | 7          | 722    | 513    | +209   | 8  | 3  | 99     |
| 3.º  | Biarritz         | 30         | 19         | 2          | 9          | 700    | 578    | +122   | 6  | 5  | 91     |
| 4.º  | Oyonnax          | 30         | 18         | 2          | 10         | 808    | 657    | +151   | 4  | 1  | 81     |
| 5.º  | Colomiers        | 29         | 16         | 1          | 12         | 617    | 587    | +30    | 2  | 6  | 77     |
| 6.º  | Grenoble         | 30         | 16         | 1          | 13         | 666    | 594    | +72    | 4  | 5  | 75     |
| 7.º  | Carcassonne      | 30         | 14         | 1          | 15         | 653    | 665    | -12    | 3  | 4  | 65     |
| 8.º  | Nevers           | 30         | 13         | 1          | 16         | 650    | 652    | -2     | 5  | 6  | 65     |
| 9.º  | Stade Montois    | 29         | 11         | 3          | 15         | 550    | 662    | -112   | 2  | 4  | 60     |
| 10.º | Montauban        | 30         | 14         | 1          | 15         | 627    | 762    | -135   | 0  | 2  | 60     |
| 11.º | Aurillac         | 30         | 12         | 1          | 17         | 557    | 585    | -28    | 2  | 6  | 58     |
| 12.º | Béziers          | 30         | 10         | 1          | 19         | 620    | 671    | -51    | 3  | 11 | 56     |
| 13.º | Provence         | 30         | 11         | 2          | 17         | 622    | 743    | -121   | 1  | 6  | 55     |
| 14.º | Rouen            | 30         | 11         | 1          | 18         | 552    | 605    | -53    | 1  | 7  | 54     |
| 15.º | Valence Romans   | 30         | 9          | 3          | 18         | 647    | 804    | -157   | 1  | 6  | 49     |
| 16.º | Soyaux Angoulême | 30         | 8          | 1          | 21         | 522    | 752    | -230   | 1  | 7  | 42     |

Nota: Se otorgan 4 puntos al equipo que gane un partido, 2 al que empate y 0 al que pierda
Puntos Bonus: 1 punto por convertir 4 tries o más en un partido y 1 al equipo que pierda por no más de 7 tantos de diferencia
|  | Clasificados directamente a semifinales por el ascenso al Top 14 2021-22. |
|  | Clasificados para la reclasificación por el ascenso al Top 14 2021-22.    |
|  | Descenso a Nationale 1                                                    |

- El encuentro entre Mont de Marsan y Colomiers, fue cancelado por razones sanitarias.

## Fase Final

### Cuartos de final
| 22 de mayo de 2021 | Oyonnax | 28 - 22 | Colomiers |  |  |

| 22 de mayo de 2021 | Biarritz | 41 - 14 | Grenoble |  |  |

### Semifinal
| 30 de mayo de 2021 | Perpignan | 27 - 15 | Oyonnax |  |  |

| 30 de mayo de 2021 | Vannes | 33 - 34 | Biarritz |  |  |

### Final
| 5 de junio de 2021 | Perpignan | 33 - 14 | Biarritz |  |  |

| Bandera de Francia |
| Campeón Perpignan  |
| Segundo título     |

### Promoción Top 14 - Pro D2
| 12 de junio de 2021 | Biarritz | 6 - 6 / 6 - 5 Penales | Bayonne |  |  |

- Biarritz asciende al Top 14 y Bayonne desciende al Pro D2.